# Твардокенс, Эва
Эва Твардокенс (англ. Eva Twardokens; род. 28 апреля 1965, Рино) — американская горнолыжница, специалистка по слалому и гигантскому слалому. Представляла сборную США по горнолыжному спорту в 1982—1995 годах, бронзовая призёрка чемпионата мира, обладательница бронзовой и двух серебряных медалей Кубка мира, участница двух зимних Олимпийских игр.

## Биография
Эва Твардокенс родилась 28 апреля 1965 года в городе Рино, штат Невада. Её отец, иммигрировавший в США поляк Ежи Твардокенс, был достаточно известным фехтовальщиком, в своё время участвовал в чемпионатах мира и Олимпийских играх.
В декабре 1982 года в возрасте шестнадцати лет Эва вошла в основной состав американской национальной сборной по горнолыжному спорту и дебютировала в Кубке мира. Год спустя выступила на юниорском чемпионате мира в Сестриере, где заняла девятое место в слаломе и стала двенадцатой в скоростном спуске.
На мировом первенстве 1985 года в Бормио закрыла десятку сильнейших в программе слалома, показала седьмой результат в комбинации, тогда как в гигантском слаломе финишировала третьей и тем самым завоевала награду бронзового достоинства — её обошли только соотечественница Дайанн Рофф и австрийская горнолыжница Элизабет Кирхлер.
В 1987 году на чемпионате мира в Кран-Монтане попасть в число призёров не смогла: стала девятой в слаломе, тринадцатой в гигантском слаломе, четырнадцатой в супергиганте и восьмой в комбинации. Два года спустя на аналогичных соревнованиях в Вейле стартовала в зачёте слалома и показала восьмой результат. Ещё через два года выступила на мировом первенстве в Зальбах-Хинтерглеме, где в гигантском слаломе заняла пятое место.
Благодаря череде удачных выступлений удостоилась права защищать честь страны на зимних Олимпийских играх 1992 года в Альбервиле — в слаломе не финишировала и не показала никакого результата, в гигантском слаломе стала седьмой, а в супергиганте — восьмой.
В 1994 году отправилась представлять США на Олимпийских играх в Лиллехаммере. В слаломе шла девятнадцатой после первой попытки, но во второй попытке не финишировала. В итоговом протоколе гигантского слалома расположилась на шестой строке.
Впоследствии оставалась действующей спортсменкой вплоть до 1995 года. В течение своей долгой спортивной карьеры Твардокенс в общей сложности 34 раза попадала в десятку сильнейших на различных этапах Кубка мира, в том числе на трёх этапах поднялась на подиум. Ей так и не удалось выиграть Хрустальный глобус, но по итогам одного из сезонов она стала в гигантском слаломе четвёртой. Наивысшая позиция в общем зачёте всех дисциплин — 14 место.
Завершив спортивную карьеру, работала инструктором в горнолыжном курорте Kirkwood Resort, принимала участие в трансляциях соревнований по горнолыжному спорту в качестве комментатора. Позже увлеклась фитнесом и кроссфитом, в 2007 году выиграла мастерский национальный чемпионат по тяжёлой атлетике в категории спортсменов 40-45 лет.
За выдающиеся спортивные достижения в 2012 году была введена в Национальный зал славы лыжного спорта и сноуборда.